# Adolph Robert Rappold
Adolph Robert Rappold (* 14. März 1816 in Gumbinnen; † 23. Oktober 1899) war ein deutscher Reichsgerichtsrat.

## Leben
Rappold wurde 1844 auf den preußischen Landesherrn vereidigt und wurde Auskultator. 1846 wurde er zum Gerichtsreferendar in Posen ernannt. 1850 wurde er Kreisrichter in Rogasen. 1859 wurde er nach Rawicz versetzt mit der Funktion als Dirigent der Gerichtsdeputation in Gostyn. 1861 wurde er Kreisgerichtsdirektor oder Kreisgerichtsrat in Gostyn. Ein Jahr später wurde zunächst nach Fraustadt und dann nach Wreschen versetzt. 1865 kam er als Appellationsgerichtsrat nach Marienwerder. 1870 wurde zum Obertribunalsrat befördert. 1879 kam er an das neugegründete Reichsgericht. Er war als Richter dem V. Zivilsenat des Reichsgerichts zugewiesen. Er trat 1886 in den Ruhestand.

## Quelle
- Adolf Lobe: „Fünfzig Jahre Reichsgericht am 1. Oktober 1929“, Berlin 1929, S. 350.
- Rainer Paetau, Hartwin Spenkuch, (Bearb.): Acta Borussica: Die Protokolle des Preußischen Staatsministeriums 1817–1934/38, Band 6/II (1867–1878), Berlin-Brandenburgische Akademie der Wissenschaften (Hrsg.), Hildesheim 1999–2003, S. 692.